# Uche Agbo
Uche Agbo (* 4. Dezember 1995 in Kano) ist ein nigerianischer Fußballspieler. Er steht seit 2024 beim FK Aqtöbe in Kasachstan unter Vertrag.

## Karriere

### Verein
In seiner Jugend spielte Agbo bei den nigerianischen Vereinen FC Tabara, Juth FC und schließlich beim FC Enyimba. Im November 2013 wechselte er im Alter von siebzehn Jahren zum italienischen Club Udinese Calcio. Im März 2014 wurde er an den spanischen Club FC Granada ausgeliehen. Agbo spielte dort hauptsächlich in der Reservemannschaft in der drittklassigen Segunda División B. In der Saison 2015/16 erfolgten aber auch sechs Einsätze in der ersten Mannschaft, die in der zweitklassigen Segunda División spielt. Ab Sommer 2016 stand Agbo formell beim englischen Verein FC Watford unter Vertrag. Er erfolgte aber eine sofortige erneute Ausleihe zum FC Granada, wo er diesmal in der ersten Mannschaft spielte.
Nach Ablauf dieser Ausleihe nach einem Jahr wechselte er zum belgischen Erstdivisionär Standard Lüttich. Nachdem er in der Saison 2018/19 häufiger nicht im Kader stand, erfolgte zum 31. Januar 2019 eine Ausleihe mit Kaufoption an den spanischen Verein Rayo Vallecano, der in dieser Saison in der obersten spanischen Liga, der Primera División, spielte. Nachdem er dort anfangs auch nicht im Kader stand, stand Agbo dort schließlich am Ende der Saison in sechs Spielen auf dem Platz. Die Kaufoption wurde aber von Vallecano nicht ausgeübt.
In der neuen Saison 2019/20 stand Agbo in den ersten sechs Spielen nicht im Kader von Standard. Kurz vor Ende des Transferfensters wurde mit dem portugiesischen Verein Sporting Braga eine Ausleihe für den Rest der Saison mit anschließender Kaufoption vereinbart. Braga gehörte zu diesem Zeitpunkt der Primeira Liga, der höchsten portugiesischem Liga, an. Nachdem er dort nur bei einem Spiel eingesetzt wurde und nach dem Jahreswechsel 2019/20 nicht mehr zum Spieltagskader gehörte, bat Agbo um Auflösung der Ausleihe. Mitte Januar 2020 erfolgte diese, und er wurde erneut, diesmal an Deportivo La Coruña in der Segunda División, der zweithöchsten spanischen Liga, ausgeliehen.
Dort bestritt er neun Spiele, fiel aber zum Saisonende wegen einer Kreuzbandzerrung aus. Zur neuen Saison 2020/21 kehrte er zunächst zu Standard zurück, wurde dort aber nicht eingesetzt. Ende September 2020 wechselte er endgültig zu Deportivo La Coruña, die in die Segunda División B abgestiegen waren. Ein Jahr später ging er dann weiter zum ŠK Slovan Bratislava in die Slowakei und gewann dort dreimal in Folge die Meisterschaft. Im Februar 2024 wechselte Agbo nach Kasachstan zum FK Aqtöbe und gewann dort den nationalen Pokal. Im Finale besiegte man den Ligarivalen FK Atyrau mit 2:1, Agbo wurde dabei in der 62. Minute ausgewechselt.

### Nationalmannschaft
Agbo bestritt in 2013 fünf Länderspiele für die U 20-Nationalmannschaft Nigerias beim U 20-Afrika-Meisterschaft bzw. U 20-Weltmeisterschaft sowie ein Freundschaftsspiel.
Am 1. Juni 2017 bestritt er ein Freundschaftsspiel für die nigerianische A-Nationalmannschaft gegen Togo (3:0). Bei der Qualifikation zum Afrika-Cup 2017 und weiteren Freundschaftsspielen stand er im Kader, wurde aber nicht eingesetzt; zuletzt am 28. Mai 2018. Seitdem gehörte er bei keinem Länderspiel mehr zum Kader.

## Erfolge
- Belgischer Pokalsieger: 2018
- Portugiesischer Ligapokalsieger: 2020
- Slowakischer Meister: 2022, 2023, 2024
- Kasachischer Pokalsieger: 2024